# Magnus Kirt
Magnus Kirt (Tõrva, 10 de abril de 1990) es un deportista estonio que compite en atletismo, especialista en el lanzamiento de jabalina.
Ganó una medalla de plata en el Campeonato Mundial de Atletismo de 2019 y una medalla de bronce en el Campeonato Europeo de Atletismo de 2018.

## Palmarés internacional
| Campeonato Mundial | Campeonato Mundial | Campeonato Mundial | Campeonato Mundial |
| Año                | Lugar              | Medalla            | Prueba             |
| ------------------ | ------------------ | ------------------ | ------------------ |
| 2019               | Doha (Catar)       | Medalla de plata   | Jabalina           |
| Campeonato Europeo |                    |                    |                    |
| Año                | Lugar              | Medalla            | Prueba             |
| 2018               | Berlín (Alemania)  | Medalla de bronce  | Jabalina           |